# Iglesia de Nuestra Señora de Gracia (Alicante)
La iglesia de Nuestra Señora de Gracia está ubicada en la plaza de la Montañeta de la ciudad española de Alicante.
Fue construida entre 1945 y 1951 según el proyecto de Antonio Serrano Peral, arquitecto de la diócesis de Orihuela-Alicante. De forma similar a otras iglesias de Alicante construidas tras la Guerra Civil, como la de los Ángeles y la de la Misericordia, es de planta jesuítica.
En el año 2008, siguiendo el proyecto original en el que se previó la colocación de dos imágenes en el frontal superior de la puerta principal, se añadieron a la fachada las esculturas de la madre Teresa de Calcuta y de san Juan Pablo II.

## Galería de imágenes

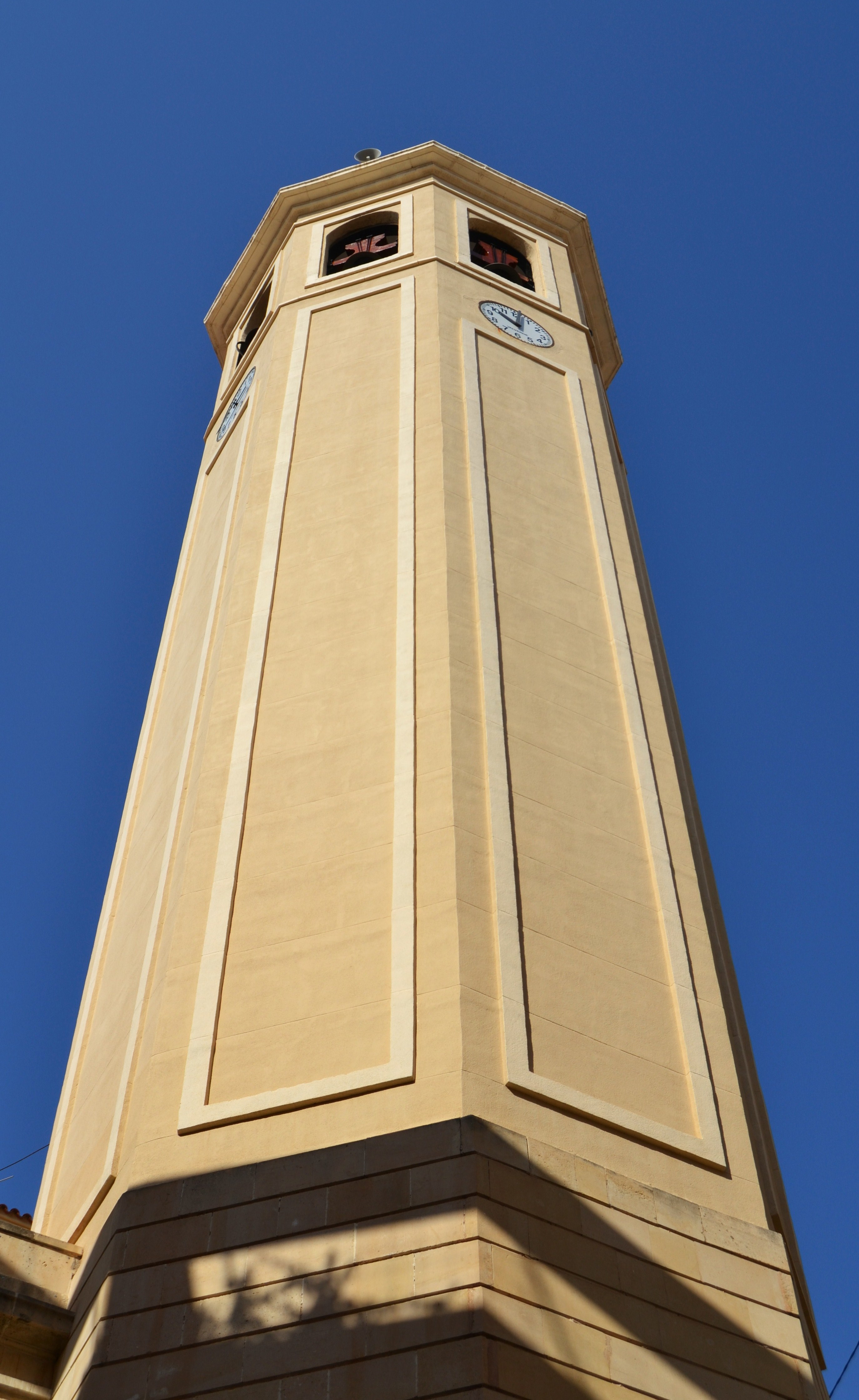
Campanario
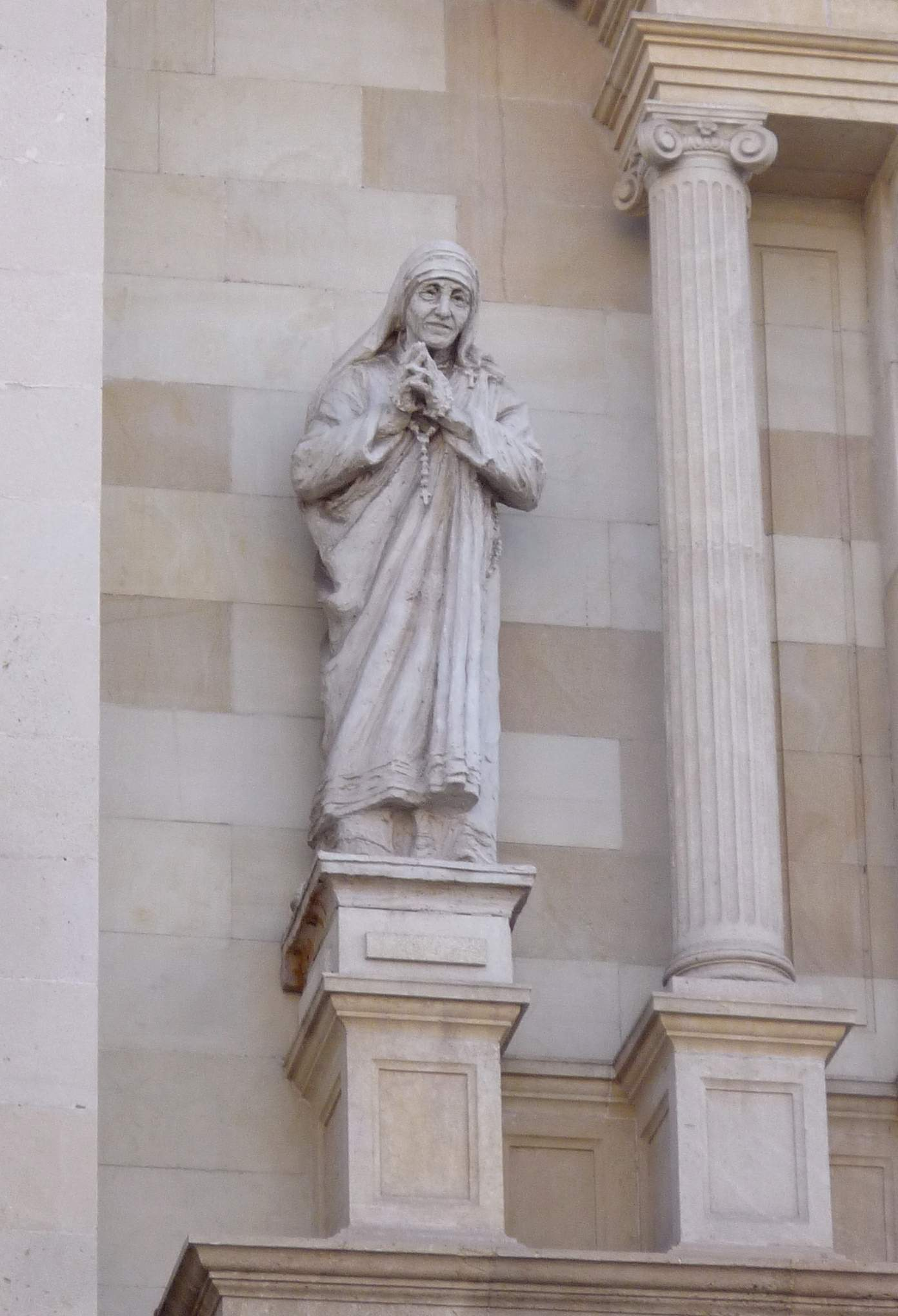
Madre Teresa de Calcuta
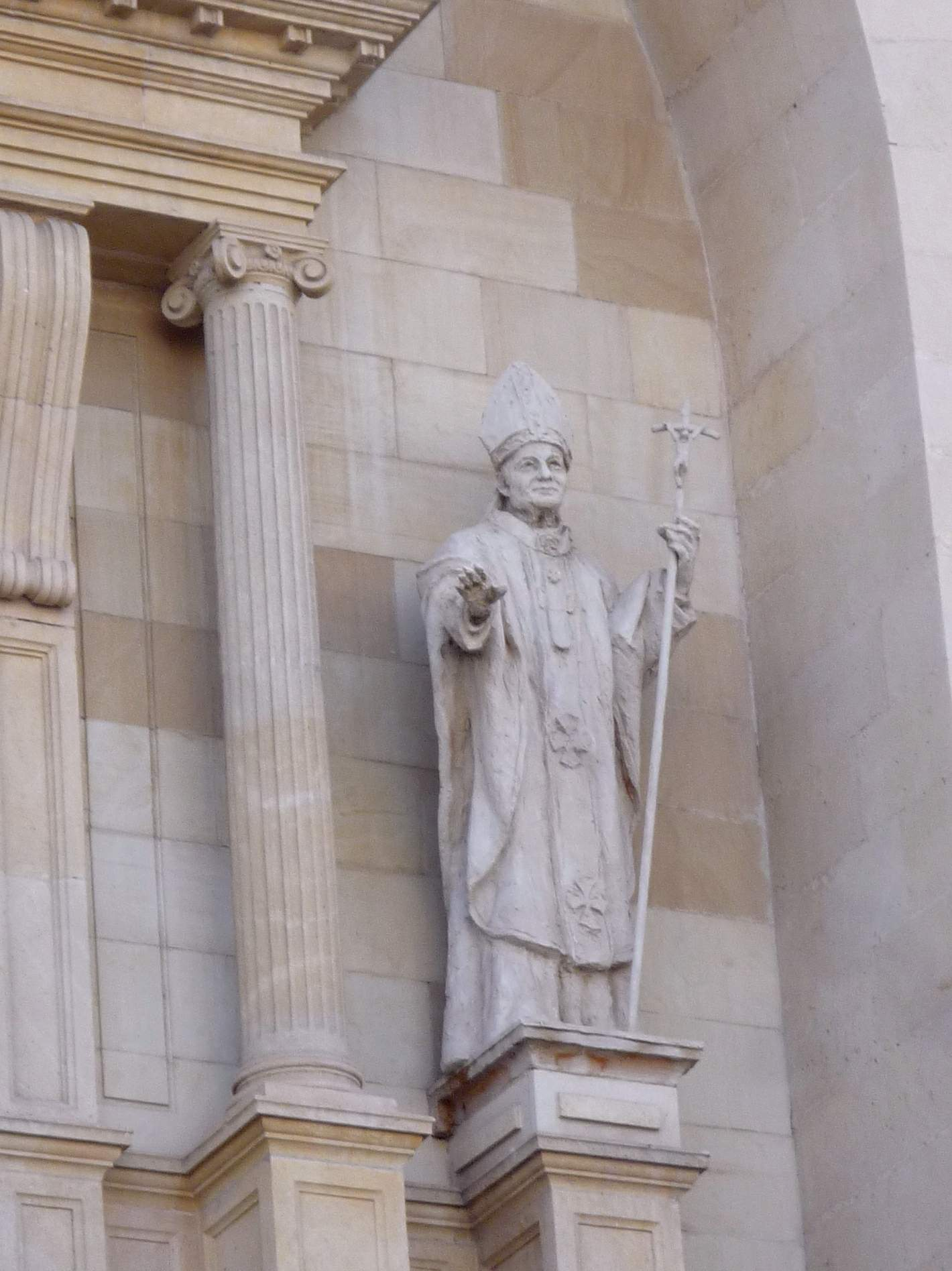
San Juan Pablo II
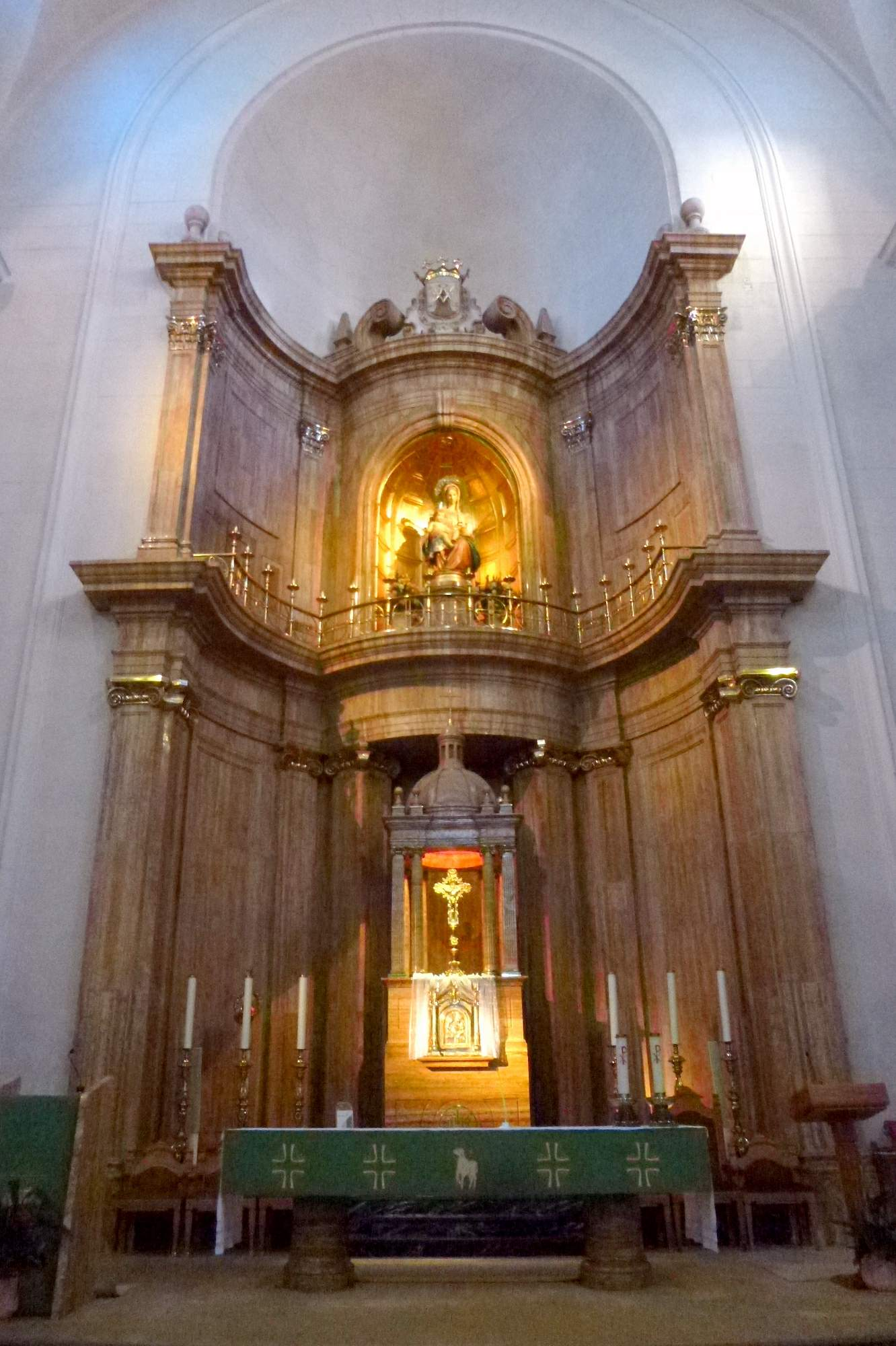
Altar mayor
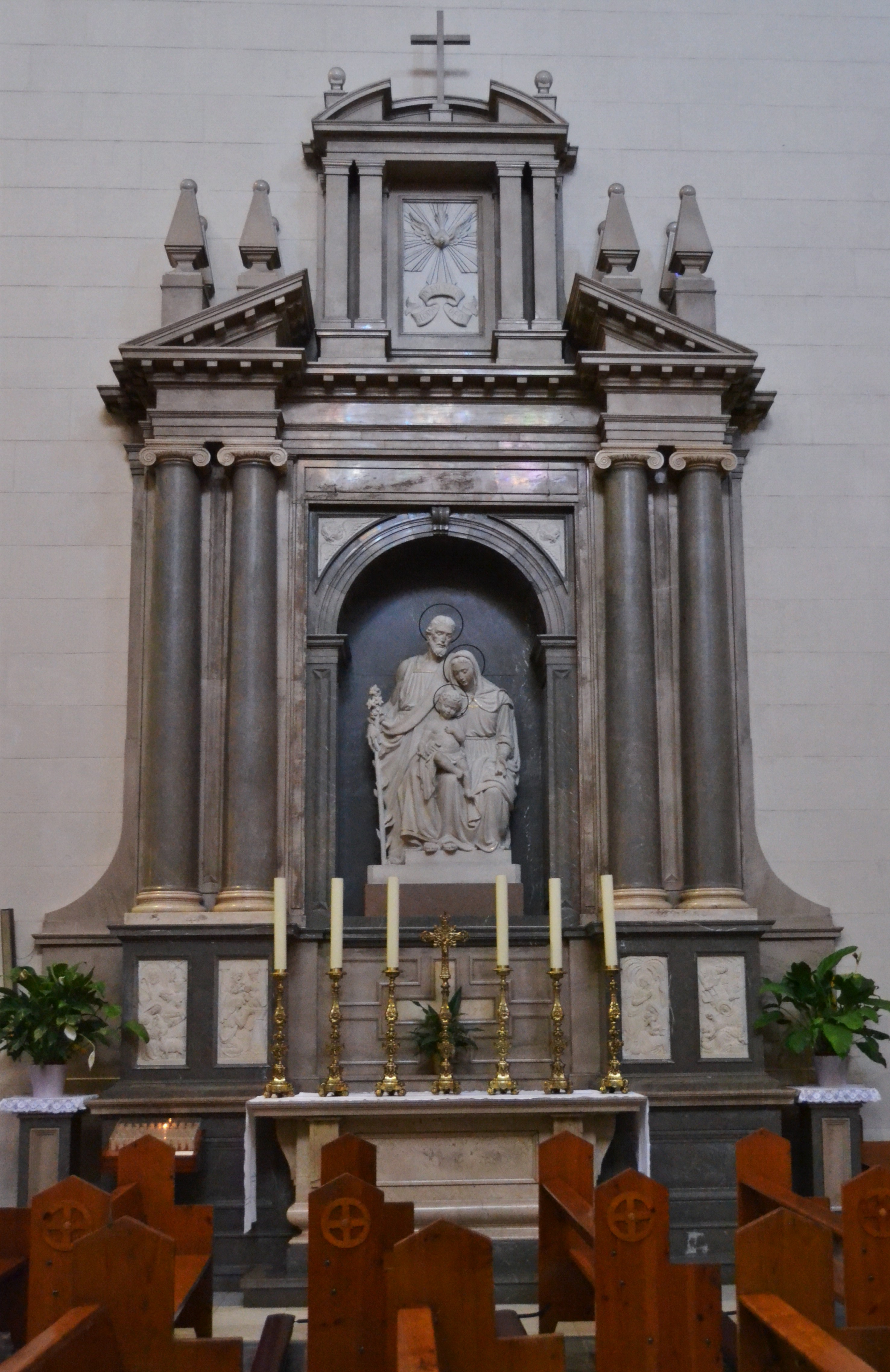
Altar de la Sagrada Familia